# Alexander Kanoldt

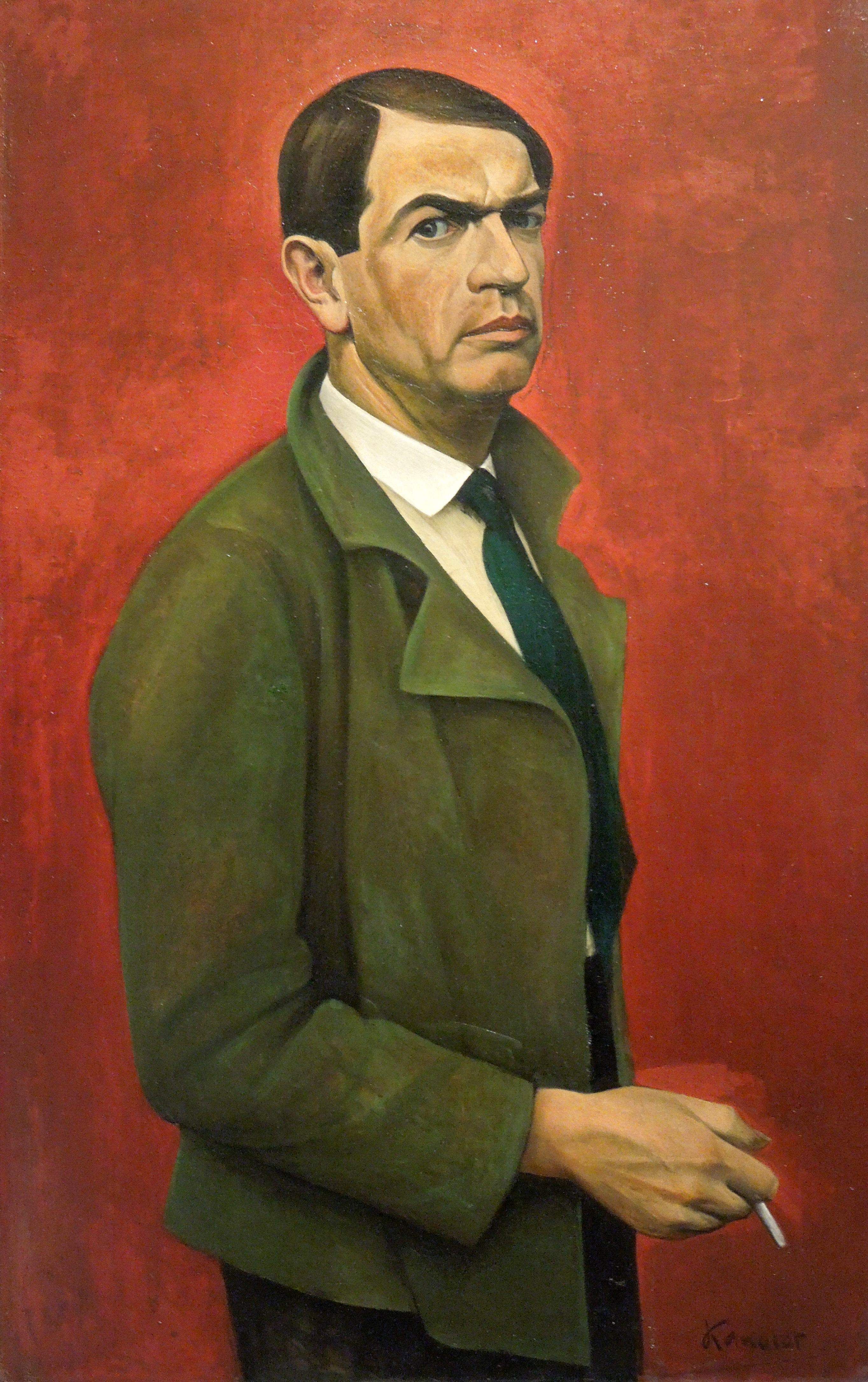
Självporträtt (1929).

Alexander Kanoldt, född 29 september 1881 i Karlsruhe, död 24 januari 1939 i Berlin, var en tysk målare. Han utvecklade en klassicistisk stil inom den nya sakligheten i mellankrigstidens Tyskland.

## Liv och gärning
Efter utbildning vid Karlsruhes konstakademi flyttade Alexander Kanoldt 1906 till München. Han lärde känna Alexej von Jawlensky, Vasilij Kandinskij och Gabriele Münter och bildade några år senare tillsammans med dessa och en hel del andra konstgruppen Neue Künstlervereinigung München. Kanoldt avvek från framför allt Kandinskij och Franz Marc genom sitt ointresse för ett alltmer abstraherat formspråk. Gruppen splittrades 1911 och ersattes 1913 av Münchener Neue Secession. Den sista tiden före första världskriget influerades Kanoldt av fransk fauvism. Resor i Schweiz och Italien gjorde också starkt intryck på honom.
Efter fyra års krigstjänstgöring som reservofficer återupptog han målandet i München. Han blev bekant med bland andra Carlo Mense (1886–1965) och Georg Schrimpf. År 1924 besökte han återigen Olevano Romano i Italien; med sina stadsbilder därifrån fann han sin definitiva stil. 1925 deltog han med flest verk vid sidan av Max Beckmann på den vandringsutställning som skulle ge den nya sakligheten dess namn: Die Neue Sachlichkeit. Deutsche Malerei seit dem Expressionismus ["Den nya sakligheten. Tyskt måleri efter expressionismen"] arrangerad av Kunsthalle Mannheim. Här urskildes han som en sentida, politiskt ointresserad klassicist som formellt var influerad av en post-futuristisk grupp konstnärer runt den italienska tidskriften Valori Plastici, bland dem Giorgio de Chirico. Med sin akademiska stil räknas Kanoldt till epokens idylliker.
Åren 1925 till 1931 var han professor vid konsthögskolan i Breslau men hamnade i konflikt med skolans expressionistiska falang. År 1927 grundade han konstnärsföreningen Badische Secession tillsammans med Karl Hofer. 1932 blev han medlem av NSDAP. Trots denna partitillhörighet användes en av hans målningar som fientlig måltavla på den konstpolitiska  samlingsutställningen Kulturbolschewistische Bilder vid Kunsthalle Mannheim våren 1933. "Kulturbolsjevism" var ett dåtida slagord i nazistisk vokabulär och vände sig mot moderna konstformer, som redan vid denna tid också kallades entartete Kunst. Målningen i fråga var gjord 1912 och avbildade på ett något abstraherat sätt den gamla toskanska staden San Gimignano känd för sina medeltida torn. Den togs slutligen i beslag av myndigheterna 1937 och är sedan dess försvunnen. 
1933 visades Alexander Kanoldt även uppskattning för sitt arbete som grafiker genom konstpriset Albrecht-Dürer-Preis av staden Nürnberg. Från 1933 till sitt avskedande 1936 var han verksam som chef för den statliga konstskolan i Berlin-Schöneberg. Under en stor utrensningsvåg som började i augusti 1937 och riktade sig mot all så kallad urartad konst, beslagtog Propagandaministeriet verk också av Kanoldt på tyska museer. Det var 13 grafiska blad och 9 oljemålningar. Proveniensen för nio av bladen är okänd efter 1938, ett står däremot som "förstört" i NS-protokoll. Vad gäller målningarna är en antecknad som förstörd, medan ödet för de åtta övriga är "okänt" efter 1939. 

## Bildgalleri

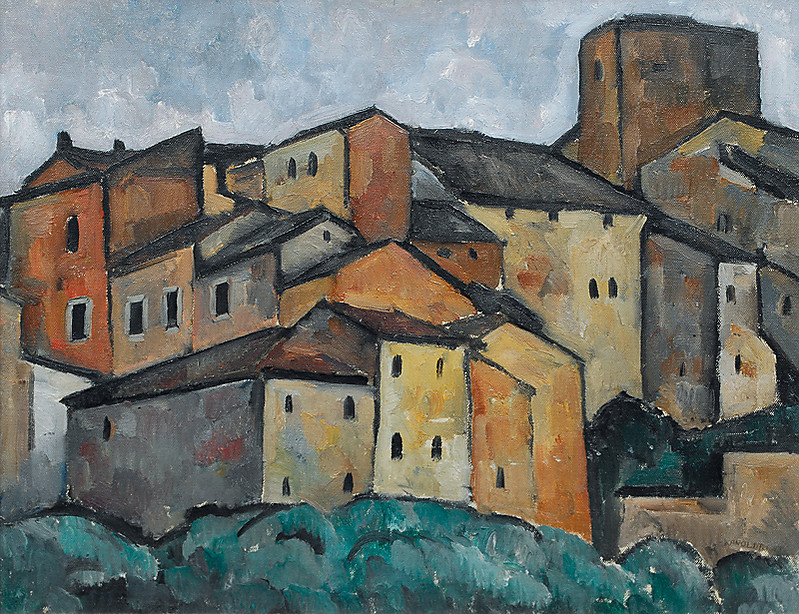
San Gimignano Studie (1913). Denna något cézannska studie av San Gimignano gjordes året efter den målning som visades på Kulturbolschewistische Bilder (1933). Målningen där var Ruinen San Gimignano. Den finns till beskådan i Freie Universität Berlins beslagsinventarium över all så kallad Entartete Kunst (se källor). Målningarna liknar inte varandra.
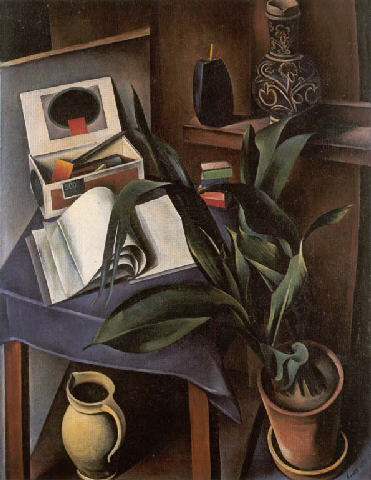
Stilleben II (1922)
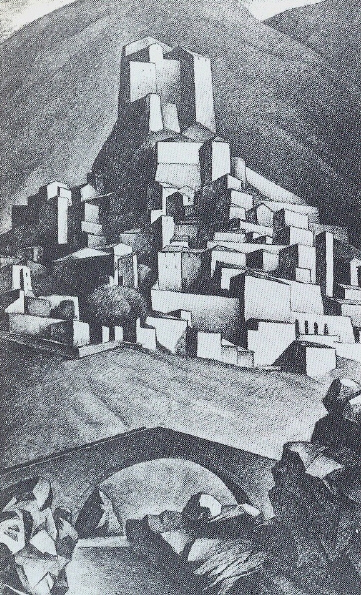
Subiaco (1924), litografi, två exemplar beslagtagna i augusti 1937, ett på Städtische Kunstsammlung i Gelsenkirchen, vars öde är okänt efter 1938, och ett på Landesmuseum i Münster vilket fanns i statligt förvar hela kriget. Den betrodde konsthandlaren Bernhard A. Böhmer i Güstrow fick den 1944. Ur dennes kvarlåtenskap året efter hamnade den 1947 på Museum der Stadt i Rostock där den ännu finns.
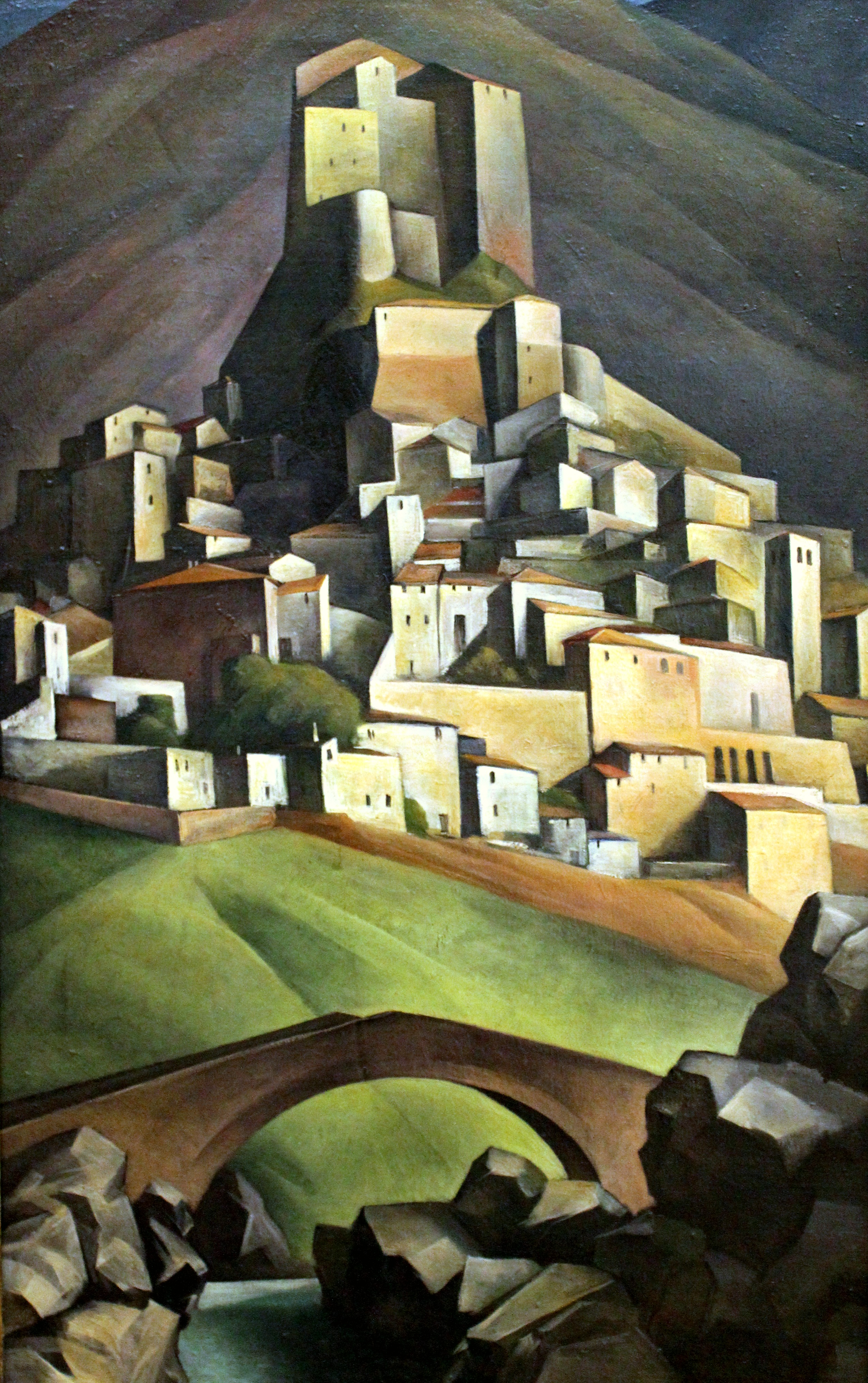
Ansicht von Subiaco (1924), olja på duk, Museum der bildenden Künste i Leipzig (2018).
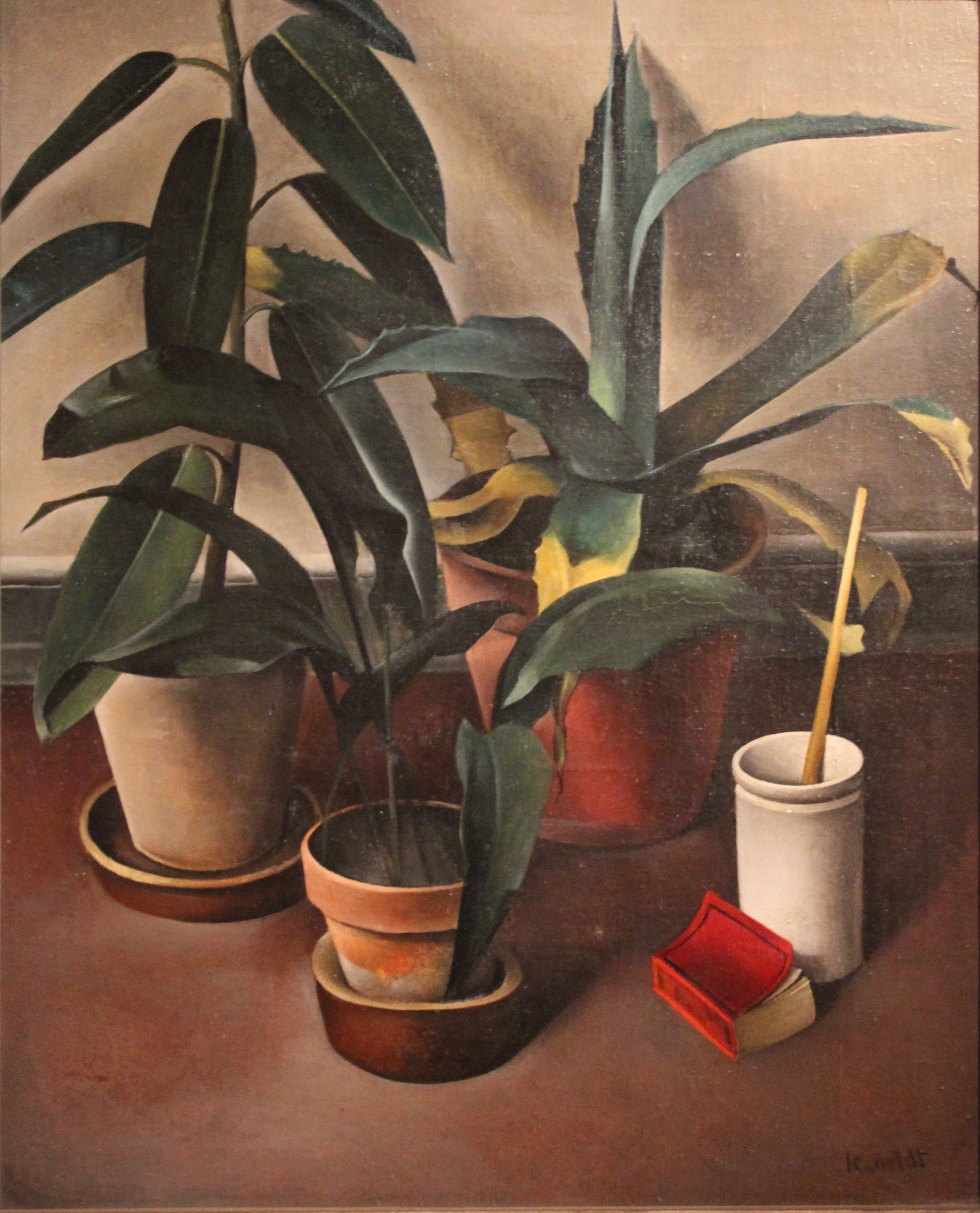
Stilleben I: Blumentöpfe / Blomkrukor (1926)
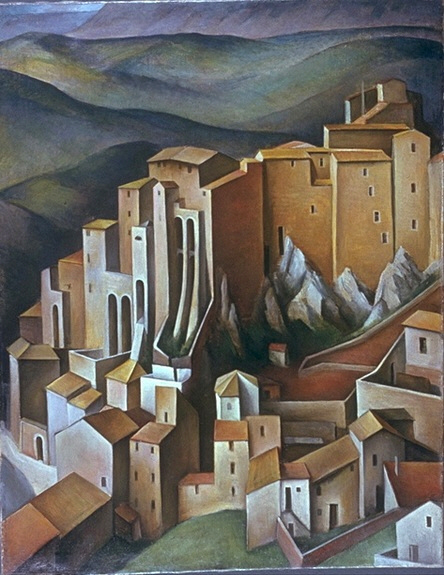
Olevano (1927)
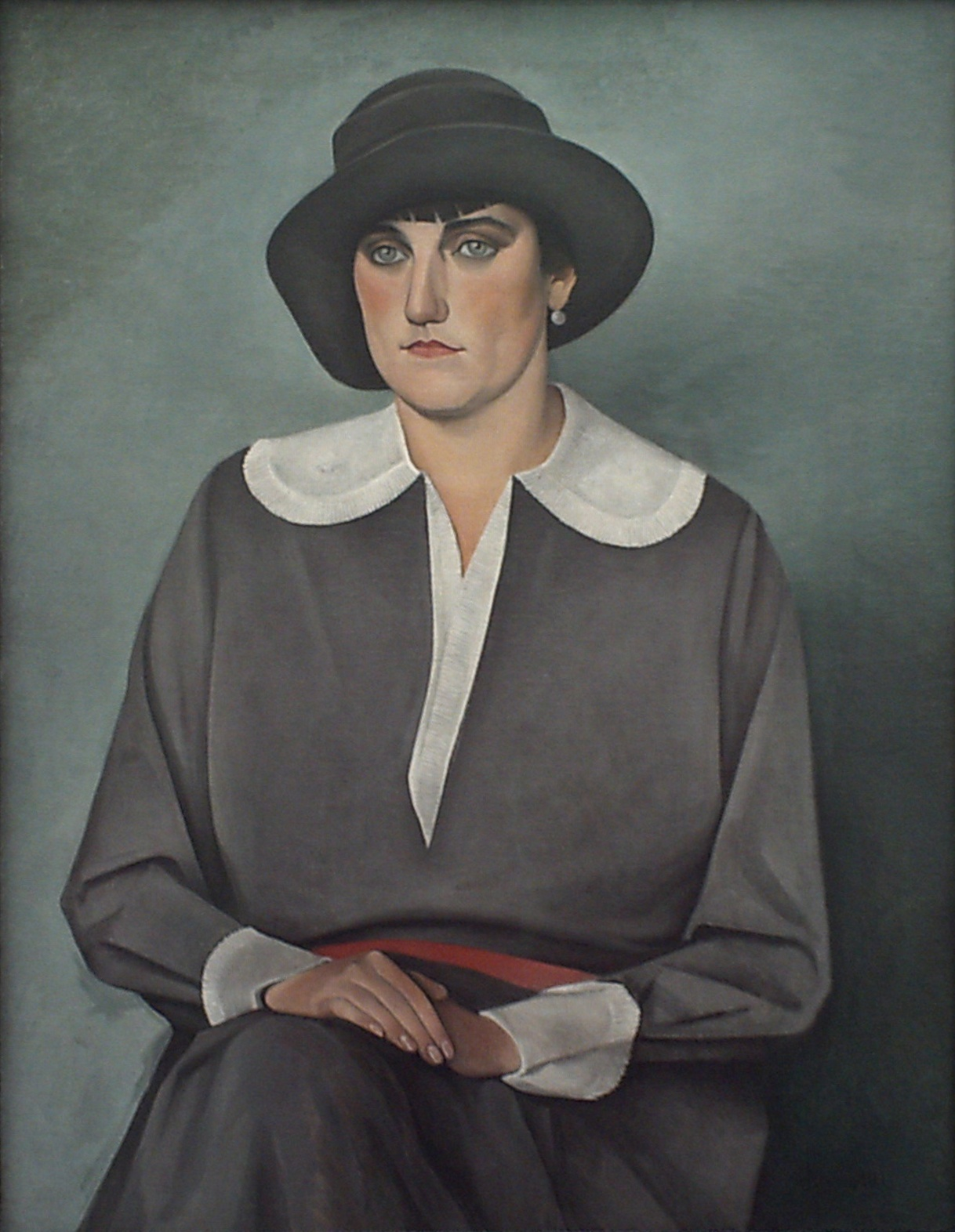
Der rote Gürtel / Den röda gördeln (1929)